# Leitbetrieb
Der Leitbetrieb bezeichnet in mehreren Ländern Europas einen Betrieb, der sich durch besondere Leistungen oder Aufgabenbereiche von anderen Betrieben unterscheidet und/oder herausragt. Dabei wird diese Unterscheidung im Bereich der Industrie, der Ausbildung, der Touristik und Ökologie ausgedrückt.

## Zum Begriff
Im Handbuch Ausbildung (2001) verwenden die Autoren die Bezeichnung Leitbetrieb im Zusammenhang mit der Beschreibung einer kooperativen Ausbildung, wobei im Ausbildungsverbund mit Leitbetrieb  eine Gesamtausbildung stattfinden soll, die dieser Leitbetrieb organisieren und verantworten soll. Damit sollen die Betriebe in diesen Aufgabenbereichen entlastet werden (siehe auch Verbundausbildung).
Reiner Buchegger verwendete in einer Veröffentlichung die Bezeichnung Leitbetrieb als einen leistungsfähigen und herausragenden Betrieb im Sinne eines führenden Vorbilds für andere Betriebe in seinem Umfeld. Als Leitbetrieb werden auch Betriebe genannt, die eine allgemeine leitende Vorbildfunktion verkörpern. Darunter können aber auch produktionstechnische Leistungen und/oder Produkte verstanden werden.
Im Wörterbuch der Deutschen Gegenwartssprache wird behauptet, dass der Leitbetrieb eine Prägung in der DDR gewesen sei. Auch der Duden übernahm diese Deutung sogar mit einem Beispiel aus dem DDR-Wörterbuch.
Diese Deutung trifft zwar für eine besondere Organisationsform der Struktur der Industrie der DDR zu, aber nicht für eine allgemeine Beschreibung der Struktur einer Industrie. Denn Friedrich von Gottl-Ottlilienfeld verwendete den Begriff Leitbetrieb schon 1939 in seiner Schrift Wirtschaftspolitik und Theorie für Betriebe, die sich durch besondere Eigenschaften in der sozialen Organisation von anderen Betrieben herausheben.  

In Österreich wird der Begriff Leitbetrieb in der Touristik oder in der Wirtschaft allgemein verwendet, um einen herausragenden Betrieb in seinen Leistungen zu benennen.
In der Schweiz wird wie in Deutschland ein besonderer Betrieb in der Ausbildung auch Leitbetrieb (oder auch Leitorganisation) genannt.

## Spezielle Zertifikate und Servicemarken

### Österreich
In Österreich gibt es mehrere Initiativen und Projekte, die sich mit Leitbetrieben auseinandersetzen.

#### Leitbetriebe Austria

Die Initiative Leitbetriebe Austria verleiht ein Zertifikat zur Auszeichnung von Unternehmen, die Motor in ihrer Region, Markt oder Branche sind, nachhaltig managen und neben einer starken Markt- bzw. Kunden-Orientierung auch Mitarbeiter, Umwelt und Gesellschaft in die Unternehmensführung wesentlich miteinbeziehen. Das Leitbetriebe Austria Institut, eine Gründung der Leitbetriebe Austria in Partnerschaft mit der Fachhochschule St. Pölten, hat sich zum Ziel gesetzt, diese Form des nachhaltigen Managements auf der Basis der ausgezeichneten Unternehmen zu systematisieren und zu verbreiten, um besonders die mittelständische Wirtschaft in ihrer Wettbewerbs- und Zukunftsfähigkeit zu stärken.

#### Leitbetrieb Österreich

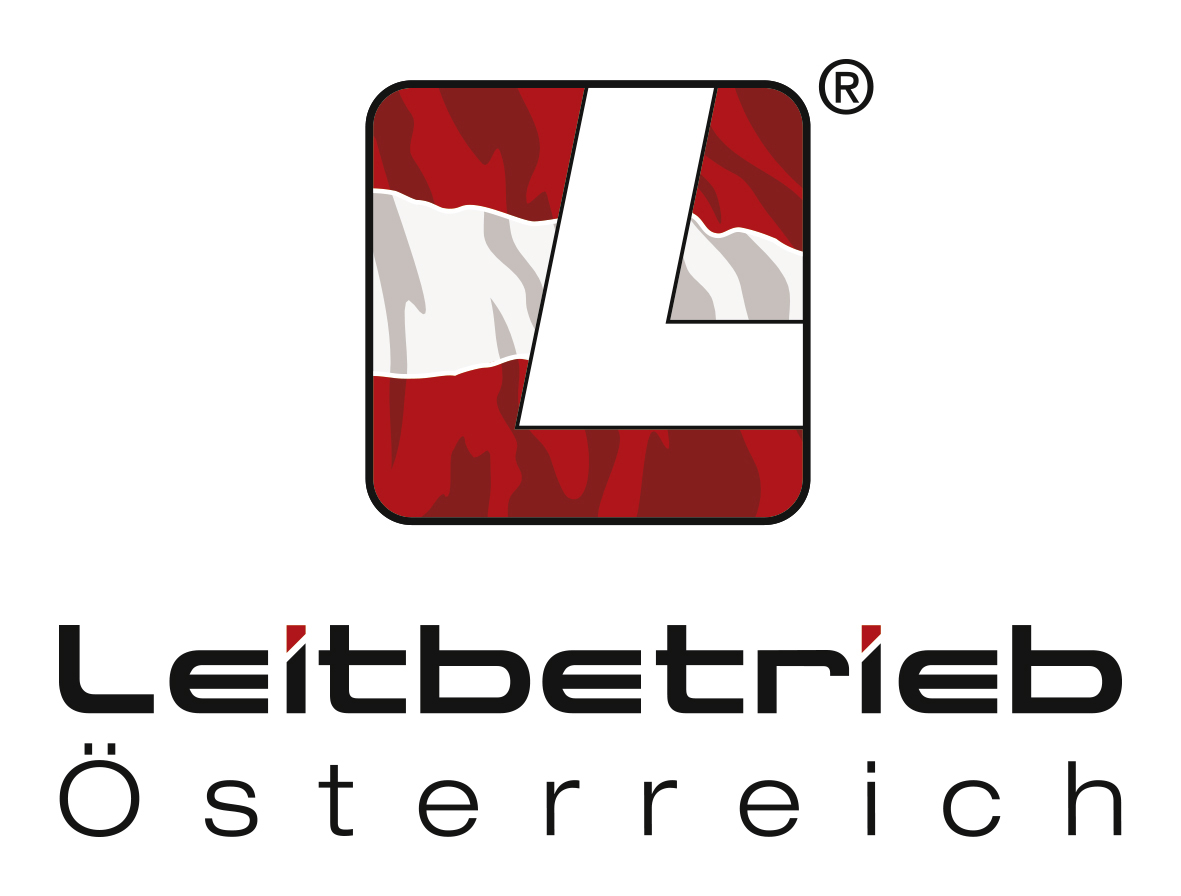
Logo Leitbetrieb Österreich

Leitbetrieb Österreich ist ein branchenübergreifendes Netzwerk von Unternehmen in Österreich entsprechend dem Leitbetrieb Deutschland in Deutschland. Serviceorientierte Unternehmen können sich für die Vergabe des Leitbetrieb Österreich Siegels registrieren. Das Wirtschaftsnetzwerk hat es sich zum Ziel gesetzt, unternehmensspezifische Servicequalität (z. B.: Kundenorientierung, marktspezifische Bedeutung des Unternehmens für eine Region) auszuzeichnen. Die Vergabe des Siegels ist regional- und branchenbezogen. Als Wirtschaftsnetzwerk bietet es den Mitgliedern auch eine Plattform zum Netzwerken.
Eine ähnliche Auszeichnung gibt es in Österreich, bei der das Staatswappen als staatliche Auszeichnung verliehen wird. Auch das Führen der Bezeichnung Austria und der entsprechenden Embleme unterliegt dem ausdrücklichen Einverständnis der Republik.

### DDR
Als es im Jahre 1958 zur Reform der Industrie in der DDR kam, wurden in bestimmten Zweigen der Industrie einige große Betriebe zu Leitbetrieben ernannt. Diese Leitbetriebe sollten ein Leitfunktion für andere Betriebe sein, die gleiche oder ähnlich Produkte erzeugten. Diese Funktion bezog sich aber nicht nur auf die materiellen Bedingungen der Produktion, sondern es sollte auch eine Art der Betriebspropaganda damit verbunden werden.
Besondere Leitungskompetenzen hatte die Leitbetriebe gegenüber anderen Betrieben nicht. Sie unterstanden den Vereinigungen Volkseigener Betriebe (VVB) und den damals bestehenden Bezirkswirtschaftsräten.
Erstmals wurde die Stellung eines Leitbetriebes näher in der Verordnung über Kooperationsgemeinschaften vom 12. März 1970 (GBl. II, 1970 Nr. 39, S. 287) (KoopGemVO) für bestimmte Wirtschaftsgemeinschaften geregelt. Eine ähnliche Regelung ohne Nennung des Namens Leitbetrieb gab es der 3. Durchführungsbestimmung (DB) zum Warenzeichengesetz – Bildung und Tätigkeit von Warenzeichenverbänden vom 1. März 1971 (GBl. II, 1971 Nr. 33, S.269) und der Verordnung über die Bildung und Tätigkeit von Exportkontoren vom 2. Juni 1971 (GBl. II, 1971 Nr. 52, S. 433) (ExportkontorVO).
Eine umfassende Regelung des Leitbetriebs in der Industrie der VVB und der Volkseigenen Betriebe (VEB) wurde 1973 in der Verordnung über die Aufgaben, Rechte und Pflichten der volkseigenen Betriebe, Kombinate und VVB vom 28. März 1973 (GBl. I 1973 Nr. 15, S. 129) (VEB/VVB-VO) vorgenommen
Laut § 40 (4) und (5) der VEB/VVB-VO hatte ein Generaldirektor einer VVB die Befugnis, einen Leitbetrieb aus der VVB zu bestimmen. War es ein Betrieb, der in der gleichen Erzeugnisgruppenarbeit tätig war, aber nicht zur VVB gehörte, so musste dieser Betrieb seine Zustimmung zur Ernennung als Leitbetrieb geben. Dabei sollten nur solche Betriebe als Leitbetriebe ausgewählt werden, die auch den besonderen Anforderungen genügen konnten.
Der Generaldirektor der VVB hatte die Berechtigung, dem Leitbetrieb gegenüber Weisungen in der Form von Aufgabenstellungen zu erteilen, soweit sie die Erzeugnisgruppe betrafen. Der Leitbetrieb war verpflichtet, über die Lösung dieser Aufgabenstellungen dem Generaldirektor der VVB einen Rechtsschaftsbericht abzugeben.
Mit der Bestimmung zum Leitbetrieb waren aber auch oft besondere Belastungen verbunden, die der Betrieb als reiner Produktionsbetrieb sonst nicht tragen musste. Denn der Generaldirektor der VVB hatte im bestimmten Rahmen das Recht, dem Leitbetrieb Pflichten und Rechte bei der industriellen Organisation der Erzeugnisgruppenarbeit aufzuerlegen. Hinzu konnten Pflichten kommen, besondere Aufgaben in der Planung und Bilanzierung in der Erzeugnisgruppenarbeit zu übernehmen. Andererseits hatte aber der Leitbetrieb gegenüber anderen Betrieben in der zuständigen Erzeugnisgruppe keine Befugnisse, Weisungen zu geben.